# شاهنامه ترنر ماکان
شاهنامه ترنر ماکان تصحیح و ویرایشی از کتاب شاهنامهٔ فردوسی است که توسط ترنر ماکان، افسر انگلیسی در هند، در سال ۱۸۲۹ میلادی در کلکته به چاپ رسید. این نسخه اولین چاپ کامل و معتبر از کتاب شاهنامه بود که بر اساس ۱۷ نسخهٔ خطی تصحیح شده بود و در چهار جلد منتشر شد.

## نسخهٔ لومسدن
متیو لومسدن که استاد کالج فورت ویلیام در کلکته بود در سال ۱۸۰۸ کار تصحیح شاهنامه را شروع کرد و در سال ۱۸۱۱ اولین جلد از مجموعهٔ ۸ جلدی خود را در کلکته به چاپ رساند اما بقیهٔ جلدهای این مجموعه هرگز منتشر نشدند. نسخهٔ ترنر ماکان در جلد اول با تصحیح لومسدن مطابقت دارد اما سایر جلدها تهیه و تنظیم خود اوست و حاصل مقابله با چند نسخهٔ خطی دیگر است.

## تصحیح
ماکان این نسخه را با استفاده از ۱۷ نسخهٔ کامل و چهار نسخهٔ ناقص خطی از شاهنامه تهیه کرد. بیشتر این نسخه‌ها توسط افسران ارتش بریتانیا و حکام محلی در اختیار او قرار گرفتند. هزینهٔ تهیهٔ این نسخه را نصیرالدین حیدر، پادشاه اوده در هندوستان پرداخت کرد.
این کتاب در چهار مجلد، با حروف سربی و به خط نسخ انتشار یافت. در ذیل صفحه عنوان این کتاب، دو بیت در مدح فردوسی آمده‌است:
| سکهٔ کاندر سخن فردوسی طوسی نشاند   |  | تا نپنداری که کس از جملهٔ انسی نشاند  |
| اول از بالای کرسی بر زمین آمد سخن |  | او ببالا برد و بازش بر سر کرسی نشاند |